# Paulusfeesten

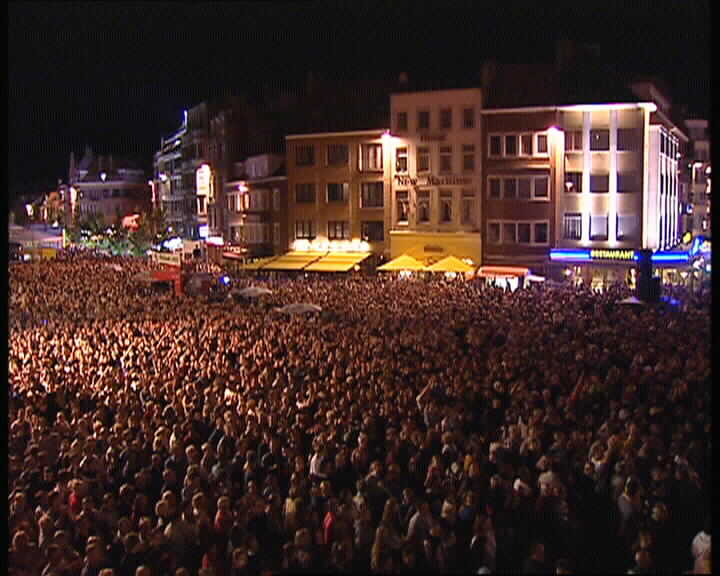
Het Sint-Petrus-en-Paulusplein tijdens de Paulusfeesten

De Paulusfeesten is Oostendes bekendste stadsfeest dat sinds 1973 elk jaar plaatsvindt in de buurt van de Sint-Petrus-en-Pauluskerk. Een week lang wordt er een alternatief programma van kunsten opgevoerd. Er is veel aandacht voor niet-commerciële muziek, poëzie, kinderanimatie en spektakel. Sinds de uitbreiding in het jaar 2000 wonen gemiddeld 12.000 mensen per avond de Paulusfeesten bij.
De stadsfeesten evolueerden vanuit de in 1973 ontstane "Zesdaagse van het Pauluspleintje". De klanten van café 't Kroegske in de Sint-Paulusstraat besloten om ter ere van iemands (Alfons "Sonny" Verhulst) verjaardag een kerstfeest te organiseren, maar dan wel midden in augustus.
De Paulusfeesten kennen een gelijkaardige geschiedenis als de Gentse Feesten. In Gent waren de Feesten een initiatief van Walter De Buck en de medewerkers van Café Trefpunt, in Oostende was het een initiatief van Iwein Scheer en de medewerkers van 't Kroegske.
Jaarlijks werd er rond een bepaald (en telkens verschillend) thema gewerkt, maar in 2014 werd daar van afgestapt.
De Paulusfeesten worden gesubsidieerd door Toerisme Oostende. Tot in de jaren 90 werkte de organisatie volledig onafhankelijk van het stadsbestuur. Daarbij kwam het soms tot conflicten tussen de feestvierders en de politie. Gedurende vele jaren werd de stroomtoevoer afgesloten na een bepaald uur, maar sommigen maakten er een spel van om te blijven feesten met zelfopgewekte elektriciteit, via door fietsen aangedreven generatoren.
De feestelijkheden vinden plaats op het Sint-Petrus-en-Paulusplein.